# Чемпіонат світу з літнього біатлону 2018
23-й чемпіонат світу з літнього біатлону проходив в чеському місті Нове Место-на-Мораві на спорткомплексі «Vysočina Arena» з 22 по 26 серпня 2018 року.
Серед дорослих спортсменів та юніорів було розіграно 10 комплектів медалей з таких біатлонних дисциплін: спринт, гонка переслідування, змішана естафета.

## Учасники
У чемпіонаті брали участь 255 спортсменів з 28 країн, в тому числі 78 чоловіків, 50 жінок, 67 юніорів і 60 юніорок:
- Австрія (8)
- Бельгія (2)
- Білорусь (8)
- Болгарія (5)
- Велика Британія (1)
- Вірменія (1)
- Греція (4)
- Данія (2)
- Естонія (7)
- Іспанія (3)
- Казахстан (13)
- Латвія (11)
- Литва (6)
- Молдова (5)
- Польща (24)
- Росія (24)
- Румунія (15)
- Сербія (11)
- Словаччина (20)
- Словенія (14)
- США (1)
- Угорщина (4)
- Україна (24)
- Узбекистан (4)
- Фінляндія (1)
- Хорватія (3)
- Чехія (24)
- Японія (10)

## Збірна України
Збірна України була представлена в такому складі.
Чоловіки: Віталій Кільчицький, Дмитро Підручний, Артем Прима, Сергій Семенов, Тарас Лесюк, Артем Тищенко.
Жінки: Олена Підгрушна, Анастасія Меркушина, Валя Семеренко, Віта Семеренко, Юлія Журавок, Марія Кручова.
Юнаки: Руслан Бригадир, Євген Івченко, Владислав Кошовець, Олександр Пономаренко, Сергій Телень, Богдан Цимбал.
Дівчата: Христина Дмитренко, Валерія Дмитренко, Анна Коваленко, Анна Кривонос, Любов Кип'яченкова, Катерина Свинаренко.

## Розклад
Розклад чемпіонату (час місцевий, UTC+2):
| Дата      | Час   | Гонка                                   |
| --------- | ----- | --------------------------------------- |
| 22 серпня | 20:00 | Церемонія відкриття                     |
| 24 серпня | 15:30 | Змішана естафета (юніори)               |
| 24 серпня | 18:00 | Змішана естафета                        |
| 25 серпня | 11:45 | Спринт, юніорки, 7,5 км                 |
| 25 серпня | 14:00 | Спринт, юніори, 10 км                   |
| 25 серпня | 16:45 | Спринт, жінки, 7,5 км                   |
| 25 серпня | 18:45 | Спринт, чоловіки, 10 км                 |
| 26 серпня | 11:15 | Гонка переслідування, юніорки, 10 км    |
| 26 серпня | 13:15 | Гонка переслідування, юніори, 12,5 км   |
| 26 серпня | 15:45 | Гонка переслідування, жінки, 10 км      |
| 26 серпня | 17:30 | Гонка переслідування, чоловіки, 12,5 км |

## Результати гонок чемпіонату

### Юніори

#### Змішана естафета
| Гонка:                                          | Золото:                                                             | Час                                                       | Срібло:                                                        | Час                                                   | Бронза:                                                          | Час                                                   |
| Змішана естафета 2 x 6 км + 2 x 7,5 км Протокол | Чехія Петра Суха Тереза Воборнікова Якуб Ствртєцкі Вітезслав Хорніг | 1:25:52.3 (0+0) (0+2) (0+2) (0+3) (0+1) (1+3) (0+2) (0+2) | Польща Йоанна Якела Каміла Жук Войцех Скоруса Пшемислав Панцеж | +28,5 (2+3) (2+3) (0+1) (0+1) (0+3) (0+1) (0+1) (1+3) | Словенія Полона Клеменчич Ніка Віндісар Антон Відмар Алекс Чісар | +56.5 (3+3) (0+3) (0+1) (0+3) (1+3) (0+1) (0+1) (0+1) |

#### Дівчата
| Гонка:                                       | Золото:                 | Час               | Срібло:                | Час            | Бронза:                 | Час             |
| Спринт, юніорки 7,5 км Протокол              | Каміла Жук Польща       | 22:42.9 (1+1)     | Маркета Давідова Чехія | +41.1 (1+2)    | Валерія Васнєцова Росія | +1:06.1 (2+1)   |
| Гонка переслідування, юніорки 10 км Протокол | Валерія Васнєцова Росія | 33:54.0 (1+1+0+2) | Каміла Жук Польща      | +8.8 (4+1+1+2) | Маркета Давідова Чехія  | +45.4 (1+0+1+3) |

#### Юнаки
| Гонка:                               | Золото:                | Час               | Срібло:                | Час             | Бронза:                | Час             |
| Спринт, юніори, 10 км Протокол       | Якуб Ствртєцкі Чехія   | 25:56.4 (0+3)     | В'ячеслав Малєєв Росія | +7.0 (2+0)      | Вітезслав Хорніг Чехія | +22.3 (2+0)     |
| Гонка переслідування, юніори 12,5 км | В'ячеслав Малєєв Росія | 35:00.0 (0+1+1+0) | Богдан Цимбал Україна  | +21.3 (1+0+1+0) | Вітезслав Хорніг Чехія | +51.2 (1+0+1+1) |

### Дорослі

#### Змішана естафета
| Гонка:                                          | Золото:                                                                   | Час                                                       | Срібло:                                                                | Час                                                   | Бронза:                                                    | Час                                                     |
| Змішана естафета 2 x 6 км + 2 x 7,5 км Протокол | Росія Катерина Юрлова-Перхт Маргарита Васильєва Микита Поршнєв Юрій Шопін | 1:17:10.6 (0+1) (0+1) (0+0) (0+1) (0+0) (0+2) (0+0) (0+0) | Чехія Вероніка Віткова Маркета Давідова Ондржей Моравець Міхал Крчмарж | +51.2 (0+0) (0+0) (0+2) (0+0) (0+3) (0+1) (0+0) (0+2) | Польща Кінґа Збілут Моніка Гойніш Гжегож Гузик Лукаш Щурек | +1:26.1 (0+0) (0+2) (0+0) (0+0) (0+1) (0+2) (0+3) (0+1) |

#### Жінки
| Гонка:                             | Золото:                     | Час               | Срібло:                     | Час             | Бронза:                     | Час             |
| Спринт, жінки, 7,5 км Протокол     | Пауліна Фіалкова Словаччина | 21:50.9 (0+1)     | Моніка Гойніш Польща        | +7.2 (1+1)      | Галина Вишневська Казахстан | +23.2 (0+0)     |
| Гонка переслідування, жінки, 10 км | Вероніка Віткова Чехія      | 31:25.8 (0+1+0+1) | Пауліна Фіалкова Словаччина | +21.8 (2+0+1+1) | Галина Вишневська Казахстан | +27.7 (0+0+1+1) |

#### Чоловіки
| Гонка:                                  | Золото:                | Час               | Срібло:                | Час             | Бронза:             | Час             |
| Спринт, чоловіки, 10 км Протокол        | Міхал Крчмарж Чехія    | 24:14.2 (0+0)     | Ондржей Моравець Чехія | +0.3 (0+0)      | Томаш Крупчик Чехія | +20.3 (0+1)     |
| Гонка переслідування, чоловіки, 12,5 км | Ондржей Моравець Чехія | 33:52.9 (0+0+0+1) | Міхал Крчмарж Чехія    | +33.7 (0+0+2+0) | Артем Прима Україна | +43.0 (0+0+2+0) |

## Медальний залік
| Місце | Країна     |   |   |   | Всього |
| ----- | ---------- | - | - | - | ------ |
| 1     | Чехія      | 5 | 4 | 4 | 13     |
| 2     | Росія      | 3 | 1 | 1 | 5      |
| 3     | Польща     | 1 | 3 | 1 | 5      |
| 4     | Словаччина | 1 | 1 | 0 | 2      |
| 5     | Україна    | 0 | 1 | 1 | 2      |
| 6     | Казахстан  | 0 | 0 | 2 | 2      |
| 7     | Словенія   | 0 | 0 | 1 | 1      |

| Місце | Країна     |   |   |   | Всього |
| ----- | ---------- | - | - | - | ------ |
| 1     | Чехія      | 3 | 3 | 1 | 7      |
| 2     | Словаччина | 1 | 1 | 0 | 2      |
| 3     | Росія      | 1 | 0 | 0 | 1      |
| 4     | Польща     | 0 | 1 | 1 | 2      |
| 5     | Казахстан  | 0 | 0 | 2 | 2      |
| 6     | Україна    | 0 | 0 | 1 | 1      |

| Місце | Країна   |   |   |   | Всього |
| ----- | -------- | - | - | - | ------ |
| 1     | Чехія    | 2 | 1 | 3 | 6      |
| 2     | Росія    | 2 | 1 | 1 | 4      |
| 3     | Польща   | 1 | 2 | 0 | 3      |
| 4     | Україна  | 0 | 1 | 0 | 1      |
| 5     | Словенія | 0 | 0 | 1 | 1      |